# Городец (Козельский район)
Городец — деревня в Козельском районе Калужской области. Входит в состав сельского поселения «Село Нижние Прыски».
Расположена на правобережье реки Серёна, к северу от Городца — село Серено-Завод. Городец находится примерно в 6 км к северу от села Нижние Прыски.

## История
В Козельском уезде Калужской губернии деревня Городец относилось к Прысковской волости.

## Население
Население деревни в 1859 году: 80 жителей (мужчин — 43, женщин — 37); на 1914 год: 198 жителей (мужчин — 97, женщин — 101).
На 2010 год население составляло 3 человека.